# Theodor-Fontane-Preis für Kunst und Literatur (Schutzverband deutscher Schriftsteller)
Der Theodor-Fontane-Preis für Kunst und Literatur (kurz Theodor-Fontane-Preis oder Fontane-Preis) des Schutzverbandes deutscher Schriftsteller in Berlin war ein deutscher Literaturpreis, der im Zeitraum 1913 bis 1922 an insgesamt neun Preisträger vergeben wurde. Mit dem Preis wurden erzählerische Werke ausgezeichnet, insbesondere Romane.

## Hintergrund
Im Jahr 1903 wurde in Frankreich erstmals der Prix Goncourt verliehen. Dies war der erste Literaturpreis, mit dem ausschließlich neue Prosawerke ausgezeichnet wurden – jeweils ein Roman oder eine Sammlung von Erzählungen, die im Jahr der Preisvergabe erschienen waren. Literaturpreise waren bis dahin nahezu ausschließlich für dramatische Werke vorgesehen. Das neuartige Konzept des Prix Goncourt erregte international Aufsehen und war in Deutschland umstritten.
Im Jahr 1911 forderte der Theaterkritiker Fritz Engel die Gründung eines deutschen Literaturpreises zur Förderung junger Autoren, der nicht auf Dramatiker beschränkt sein sollte. Dem entsprach die Gründung des Kleist-Preises: Bei dessen erster Vergabe für das Jahr 1912 wurde nicht nur ein Drama mit einem deutschen Literaturpreis ausgezeichnet (Der Bettler von Reinhard Sorge), sondern erstmals auch ein Roman: Wiltfeber von Hermann Burte.
Es gab auch Stimmen, die eine Ehrung ausschließlich für Romane oder Romanautoren forderten, darunter der Schriftsteller Otto Flake, der 1912 einen Aufruf zu einem Preis für Romanautoren veröffentlichte. Er schrieb: „Soweit ich weiß, besteht in der Tat nicht der geringste Preis für Romane, obgleich der künstlerische Romancier genau so schlechte Aussichten hat wie der Dramatiker, der seinen Weg ‚fern vom Tagesruhme‘ geht. […] Worauf es ankommt ist, einmal überhaupt anzufangen, und zunächst sollte jemand, ein deutscher Pulitzer oder Rockefeller, eine bescheidene Summe stiften, die selbst als Preis verwandt wird.“
Otto Flakes Forderung wurde 1913 mit der Stiftung des Fontane-Preises erfüllt. Stifter des Preises war der Mäzen Erik-Ernst Schwabach. Der seit 1909 bestehende Schutzverband deutscher Schriftsteller in Berlin vergab den Preis. Mit dem Preis sollten junge Autoren für den besten Roman oder das beste Prosawerk des Jahres ausgezeichnet werden. Damit folgte der Fontane-Preis dem Vorbild des Prix Goncourt. Die neue Tendenz zur Auszeichnung von Prosawerken entsprach dem Aufschwung der erzählenden Literatur in dieser Zeit.

## Preisträger
Das Jahr in der ersten Spalte ist das Jahr, in dem der Preis zugeteilt wurde (im November oder Dezember). In der dritten Spalte wird das Jahr der Veröffentlichung in Klammern angegeben. In den Jahren 1918 und 1921 wurde der Preis nicht vergeben. 1919 gab es ausnahmsweise zwei Preisträger.
| Jahr | Preisträger            | Ausgezeichnetes Werk                                                        | Anmerkungen |
| ---- | ---------------------- | --------------------------------------------------------------------------- | --- |
| 1913 | Annette Kolb           | ihr erster Roman Das Exemplar (1913)                                        | Juroren waren Franz Blei, Samuel Fischer, Robert Musil und Erik-Ernst Schwabach. Das Preisgeld betrug 600 Mark. |
| 1914 | Leonhard Frank         | sein erster Roman Die Räuberbande (1914)                                    | |
| 1915 | Carl Sternheim         | die drei Novellen Busekow, Napoleon und Schuhlin                            | Alleiniger Juror war Franz Blei. Da Sternheim sehr wohlhabend war, forderte der mit ihm befreundete Juror Franz Blei ihn auf, das Preisgeld in Höhe von 800 Mark an Franz Kafka weiterzuleiten. Sternheim folgte der Aufforderung, als er die wenigen bis dahin gedruckten Texte Kafkas gelesen hatte. |
| 1916 | Alfred Döblin          | der Roman Die drei Sprünge des Wang-lun (1916)                              | |
| 1917 | Paul Adler             | der Erzählband Elohim (1914) und der Roman Die Zauberflöte (1916)           | Alleiniger Juror war Franz Blei |
| 1919 | Max Brod               | je nach Quelle der Roman Das große Wagnis (1819) oder das gesamte Prosawerk | Laut einer Meldung im Berliner Tageblatt wurde der Preis an Brod „für dessen prosaisches Gesamtwerk“ vergeben. Die Auszeichnung des gesamten Prosawerks wäre eine deutliche Abweichung von der ursprünglichen Vorgabe, in der Regel den besten Roman des Jahres auszuzeichnen. Ein biografischer Text der Universität Klagenfurt legt nahe, Brod habe den Preis für seinen Roman Das große Wagnis erhalten, der im selben Jahr erschienen war. |
| 1919 | „Emil Sinclair“        | das vermeintliche Erstlingswerk Demian (1919)                               | Der Autor war Hermann Hesse – er war bereits als Autor mehrerer Romane und weiterer Bücher bekannt, als er den Roman Demian unter dem Pseudonym „Emil Sinclair“ veröffentlichte. 1920 offenbarte sich Hesse als Autor des Demian und gab den Preis zurück. |
| 1920 | Gina Kaus              | ihre erste Novelle Der Aufstieg (1920)                                      | Alleiniger Juror war Franz Blei. Die Entscheidung für Gina Kaus fiel im November 1920, sie erhielt den Preis im nächsten Jahr. |
| 1922 | Albert Paris Gütersloh | der Roman Innozenz oder Sinn und Fluch der Unschuld (1922)                  | |

## Gleichnamiger Preis
In der DDR verlieh der Rat des Bezirks Potsdam ab 1954 einen gleichnamigen Preis, siehe Theodor-Fontane-Preis für Kunst und Literatur (Bezirk Potsdam).